# Sé pou la viktwa nou ka alé
Albums de Edmond Mondésir
Emosion Bèlè 2 - Hommage à Ti-Emile
(2008) Nou Pa Pè
(2009)
Sé Pou La Viktwa Nou Ka Alé est le cinquième album solo de Edmond Mondésir sorti en 2009.
Lors des mouvements de grève de février 2009 en Martinique, les manifestants défileront en reprenant les chants d'Edmond Mondésir dont notamment le Sé Pou La Viktwa Nou Ka Alé. Pour rendre hommage à cette mobilisation historique du peuple martiniquais, Edmond Mondésir sort un cd single de 5 titres reprenant ses chants du mouvement de février 2009 et qui sera distribué de façon militante.

## Pistes
1. Sé Pou La Viktwa Nou Ka Alé
2. Nou Désidé Chanjé Lavi-Nou
3. Bésé Lé Pri
4. Solidarité Kè Fè Nou Genyen
5. Yo Konpran Nou Ké Moli